# 術中合併症
術中合併症とは手術中におこる望ましくない生体反応のことである。これらは行う手術によって様々であるので、ここでは全身麻酔を行う場合を想定した例を列挙するが、それ以外の生体反応が現れる可能性はある。

## 全身麻酔における術中合併症
喉頭痙攣
喉頭筋の収縮により声帯の閉鎖が起こることである。全身麻酔の導入時や覚醒時に起こりやすいと言われている。原因としては分泌物、異物、デスフルランなどの吸入麻酔薬による気道刺激、低酸素状態、咽頭部の操作、バルビツール酸系の薬物などが考えられている。上気道の閉塞であるので吸気時に笛声音やシーソー呼吸が観察される。治療は酸素投与である。大抵は短時間で軽快するが、改善を認めない場合は筋弛緩薬の投与を行う。
気管支痙攣

簡単に言うと術中の気管支喘息のことである。気管支喘息の素因のある患者に気管支攣縮作用をもつ薬物を投与すると起こるといわれている。術中は麻酔器のリザーバーバッグが急に硬くなる、酸素飽和度の低下などによって疑う。セボフルランなどの気管支拡張作用のある吸入麻酔薬濃度を上げる、エフェドリンの投与、または気管支喘息の発作に基づいた治療を行う。気管チューブが刺激となって起こることもあるので、チューブの位置を変えてみることも重要である。
悪性高熱症

スキサメトニウムやハロタンを用いると起こりやすいといわれているが、平成19年（2007年）現在これらの麻酔薬を用いることは非常に少ないものの発生している。セボフルランといった新しい吸入麻酔薬でも起こると考えられている。初発は頻脈や不整脈であることが多く、15分で0.5度のペースで体温が上昇する。筋強直が起こるとポートワイン尿（ミオグロビン尿を伴う腎不全）が起こる。危険因子としては、家族内発生、血中CK値高値、筋ジストロフィーといった筋疾患や側弯症といった骨格疾患があげられる。こういった危険因子がある場合は麻酔計画を考え、予防することが重要である。治療にはダントロレン（筋弛緩薬のひとつ）を用いる。ダントロレンによる治療がおこなわれる以前は死亡率80％を超えていたが、治療法確立以後は20％程度に抑えられている。
嚥下性肺炎
メンデルソン症候群ともいう。胃に食物残渣がある状態を指すいわゆるフルストマックの患者や肥満症、妊婦、イレウス、幽門狭窄症、食道裂孔ヘルニアの患者で多いといわれている。胃の内容物で起こった場合は、化学性肺炎となり重篤となり得る。喘息様症状、チアノーゼ、頻脈をおこし、肺水腫にいたることもある。予防するために手術前には絶飲食とするが、妊婦の場合は予防が難しい。
しゃっくり
しゃっくりとは主に横隔膜への機械的な刺激などによって迷走神経が亢進状態になったときに起こるといわれている。迷走神経関与の不随意運動、ミオクローヌスであると考えられている。術中は麻酔を深くしたり、筋弛緩薬を投与したり、横隔膜刺激の原因の除去などを行う。術後は消化管機能改善薬の投薬なども効果的である。
バッキング
簡単に言うと、気管挿管中の咳であり、気道反射の亢進によっておこる。多くの場合は浅麻酔が原因となるが気管チューブによる刺激が原因となる場合もある。麻酔薬（効果の早い静脈麻酔薬や筋弛緩薬）の追加、気管チューブの位置の修正が対応治療となる。
高血圧
高血圧に関して、二酸化炭素の蓄積、軽度の低酸素血症や浅麻酔が原因と考えられている。痛みの度合いによって必要な麻酔深度は異なるため、浅麻酔による高血圧を疑ったらオピオイドをはじめとする鎮痛薬を投与する場合が多い。
低血圧
手術侵襲が低い時期の麻酔薬の相対的な過量投与で起こることが多い。体位変換、特に頭高位でも起こりやすい。他にも換気不全、心大血管操作、神経反射、アナフィラキシーなどもあり得る。出血の場合は頻脈が先行することが多い。治療は原因除去が重要である。
不整脈
不適切な換気、不適切な麻酔深度、手術操作など様々な原因で不整脈が生じる。完全房室ブロックや心室頻拍等は致命的な不整脈に移行することが多く危険である。